# 多花水仙
多花水仙（學名：Narcissus tazetta）为石蒜科水仙属多年生草本植物，分布于地中海地区、西亚、中亚南部以及东亚沿海地区。

## 形态
地下的鳞茎肥大似洋葱，卵形至广卵状球形，外皮棕褐色皮膜；阔线形扁平叶子，先端钝，二列状着生；冬季抽花穗，近顶端有膜质苞片，苞开后放出花数朵，苞花葶中空，扁筒状，通常每球有花葶数支，多者可达10余支，每葶数支，至10余朵，组成伞房花序，白色芳香花，内部有黄色杯状突起物（副冠）。

## 亚种
- 金水仙 ：分布于法国东南部、意大利西部、摩洛哥和阿尔及利亚北部。
- 加那利水仙 ：分布于加那利群岛。
- 水仙 ：分布于中国和日本沿海地区。
- 意大利水仙 ：分布于南法、意大利和东南欧。
- 多花水仙 ：分布于地中海地区至中亚南部。